# Erik Mattias Yrgård
Erik Mattias Yrgård, född 16 augusti 1912 i Leksand, död 20 maj 2000 i Uppsala, var en svensk visdiktare och vissångare.
Yrgård studerade till lärare i Uppsala på 1930-talet, och var då medlem i OD. Han började då också skriva egna visor. Han arbetade som lärare i Sundsvall under 1940-talet, och var då verksam inom Visans vänner. Han flyttade sedan till Uppsala, där han var verksam på Katedralskolan och Lärarhögskolan.

## Diskografi[1][2]
- Gösta Jonsson sjöng in Yrgårds ”Följetongs-schejken” redan 1945, på Sonora.
- En EP med egna visor i mitten på 1960-talet, skivmärke Ararat.
- Medverkade på OD:s Caprice 1966 med en egen visa. Återutgiven på BIS.
- Stefan Groth gav ut en LP med Yrgårds visor, ”Visor i utkanten”, på Forsaljud 1977.
- En egen dubbel-LP med egna och andras visor, på Orpheus 1982.
- En kassett utgavs på 1980-talet, på etiketten ARR.